# 土浦駐屯地
土浦駐屯地（つちうらちゅうとんち、JGSDF Camp Tutiura）は、茨城県稲敷郡阿見町大字青宿121-1に所在し陸上自衛隊武器学校等が駐屯する陸上自衛隊の駐屯地である。
駐屯地司令は、陸上自衛隊武器学校長が兼務。なお、本駐屯地には会計隊および駐屯地業務隊が存在しない。
戦前は、予科練で有名な「土浦海軍航空隊」が置かれていた。

## 沿革
大日本帝国海軍
- 1921年（大正10年）11月1日：海軍臨時航空術講習部（センピル教育団による講習を受講する被教育隊）水上班開設。
- 同年9月 - 翌年10月までセンピル教育団による講習実施。
- 1922年（大正11年）11月1日：霞ヶ浦海軍航空隊水上班開設。
- 1938年（昭和13年）5月11日：鹿島海軍航空隊が開隊し水上機基地機能移転、これにより当地は遊休化。
- 1939年（昭和14年）3月1日：予科練習部が横須賀海軍航空隊から霞ヶ浦海軍航空隊に移設。
- 1940年（昭和15年）11月15日：当地を再活性化し土浦海軍航空隊が開隊、霞ヶ浦海軍航空隊の予科練習部を移転。
- 1945年（昭和20年）：終戦後、土浦海軍航空隊は解隊。

警察予備隊
- 1952年（昭和27年）
  - 7月30日：警察予備隊総隊武器学校が立川駐屯地から移駐開始[1]。
  - 9月15日：総隊武器学校主力が移駐[1]。
  - 9月25日：総隊武器学校土浦移駐開庁式[1]。

保安隊
- 1952年（昭和27年）10月15日：保安隊発足に伴い保安隊武器学校に改組。

陸上自衛隊土浦駐屯地
- 1954年（昭和29年）7月1日：

1. 陸上自衛隊設置に伴い土浦駐屯地が開設される[2]。
2. 保安隊武器学校が陸上自衛隊武器学校に改称[3]。

- 1959年（昭和34年）8月13日：武器教導隊が編成完結。
- 2008年（平成20年）3月26日：警務隊改編。第111地区警務隊土浦連絡班を廃止し、第127地区警務隊土浦連絡班に改編。
- 2012年（平成24年）10月14日：武器学校・土浦駐屯地創設60周年記念行事の開催。

## 駐屯部隊・機関

### 防衛大臣直轄部隊・機関
- 陸上自衛隊武器学校
  - 武器教導隊
- 警務隊
  - 東部方面警務隊
    - 第127地区警務隊
      - 土浦連絡班

### 東部方面隊隷下部隊
- 東部方面システム通信群
  - 第105基地システム通信大隊
    - 第320基地通信中隊
      - 土浦派遣隊

## 最寄の幹線交通
- 高速道路：常磐自動車道 桜土浦IC
- 一般道：国道6号、国道125号、国道354号、国道408号、茨城県道24号土浦境線、茨城県道48号土浦竜ヶ崎線、茨城県道203号荒川沖阿見線
- 鉄道：JR東日本常磐線 土浦駅
- 港湾：鹿島港（重要港湾）
- 飛行場：百里飛行場（その他の空港）、竜ヶ崎飛行場（定期便無し）

## 重要施設
- 鹿島火力発電所（出力440.0万kW。石油）（神栖市）
- 鹿島共同発電所（出力140.0万kW。石油）（神栖市）
- 常総変電所（1次変電所）（つくばみらい市）
- 日本製鉄東日本製鉄所鹿島地区（年間粗鋼生産量は約800万トン（国内第5位））（鹿嶋市）
- 鹿島石油鹿島製油所（原油処理能力は日量20.0万バレル）（神栖市）
- 鹿島液化ガス共同備蓄所（国家備蓄事業のLNG備蓄を担当）（神栖市）
- 神栖国家石油ガス備蓄基地（プロパン、ブタンの両計20.0万tを備蓄）（神栖市）
- 三菱ケミカル茨城事業所（神栖市）
- AGC鹿島工場（神栖市）
- 航空自衛隊百里基地（首都圏防空における要撃の要となる空自基地）（小美玉市）
- 内閣衛星情報副センター（行方市）
- 東京航空局友部航空無線通信所（笠間市）

## 備考
- 陸上自衛隊で使用される装備の教育用として、90式戦車、87式自走高射機関砲など本州ではあまり見ることの出来ない装備や、試験用として10式戦車の試作車などが配備されている。屋外戦車展示場には、旧日本陸軍の戦車や戦後の米軍からの貸与車両、国内での開発車両、試作車などが多く展示されており、資料的にも価値が高い。
- 霞ヶ浦湖畔には技術研究本部の試験場（現：防衛装備庁航空装備研究所土浦支所）が存在している。

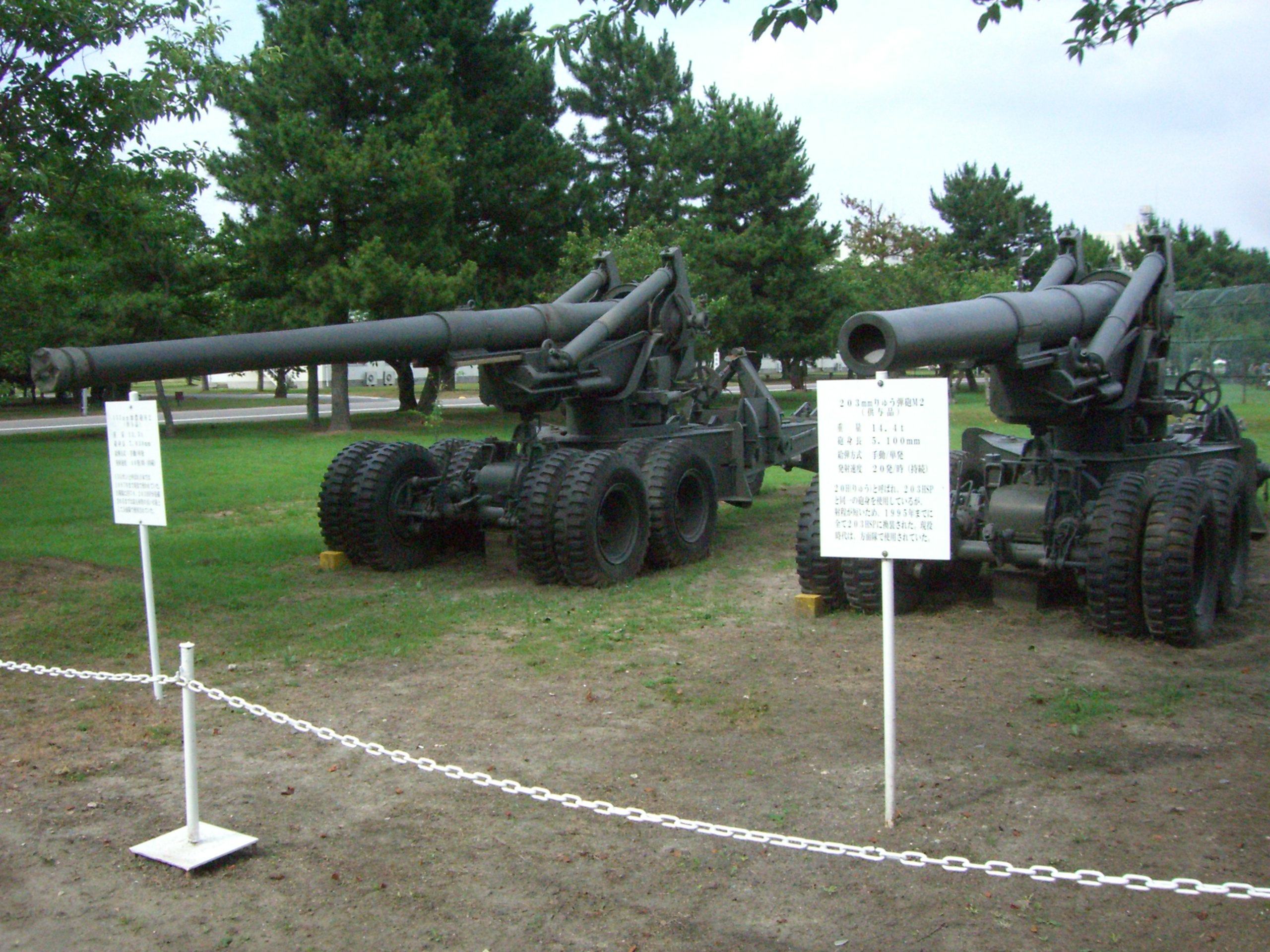
展示品001 (2008/7/11)
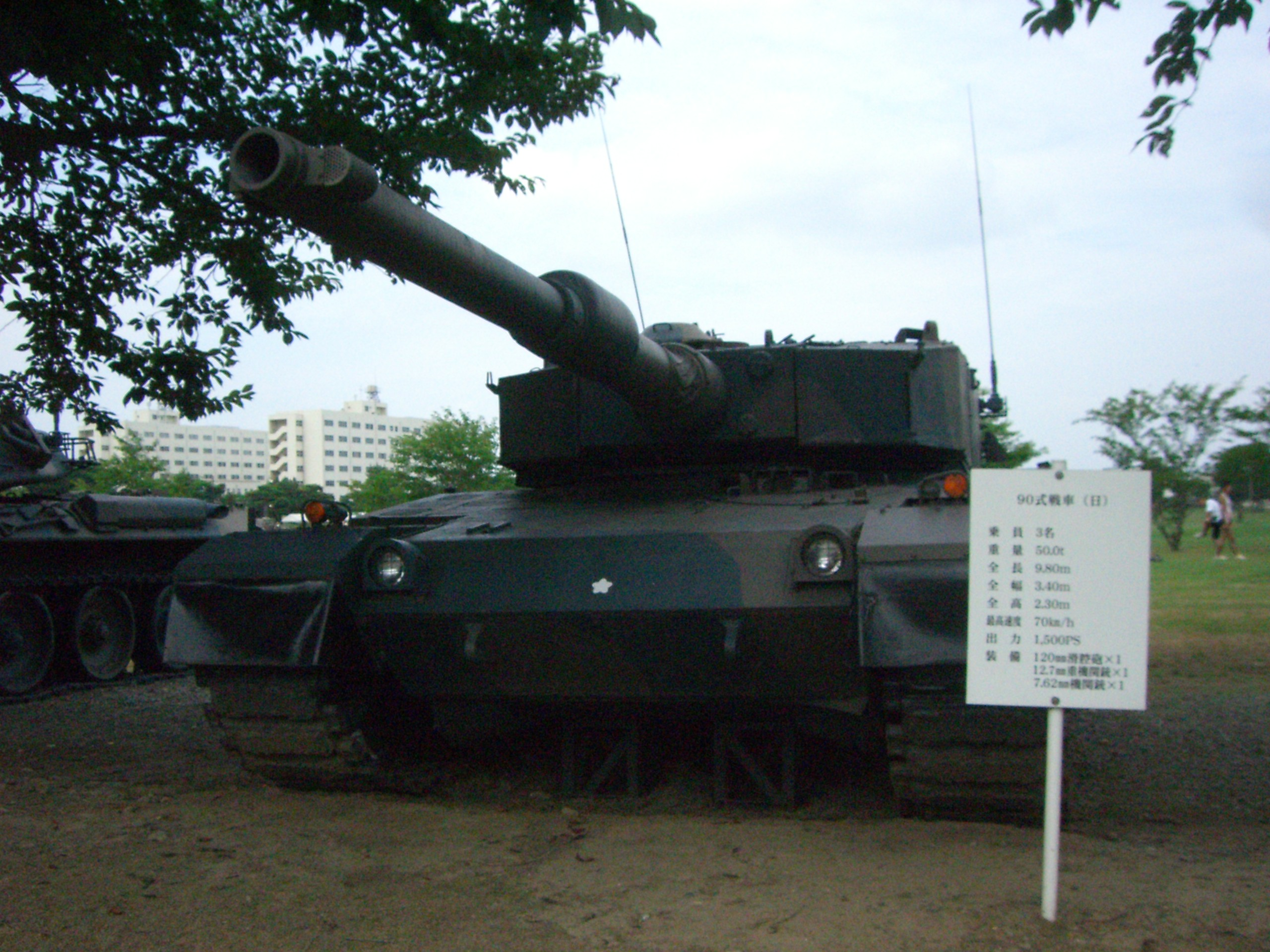
展示品002 (2008/7/11)
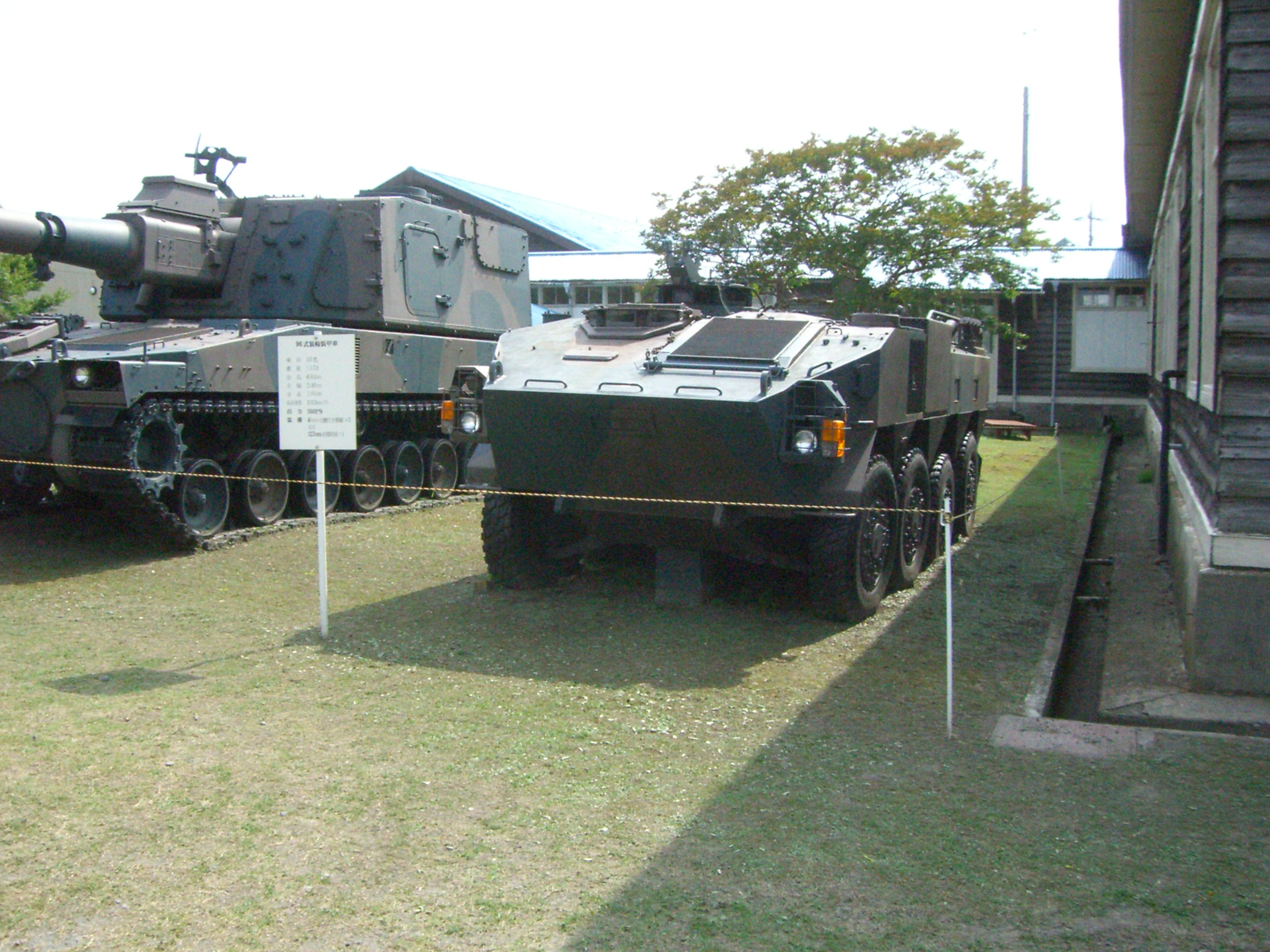
展示品003 (2008/7/11)
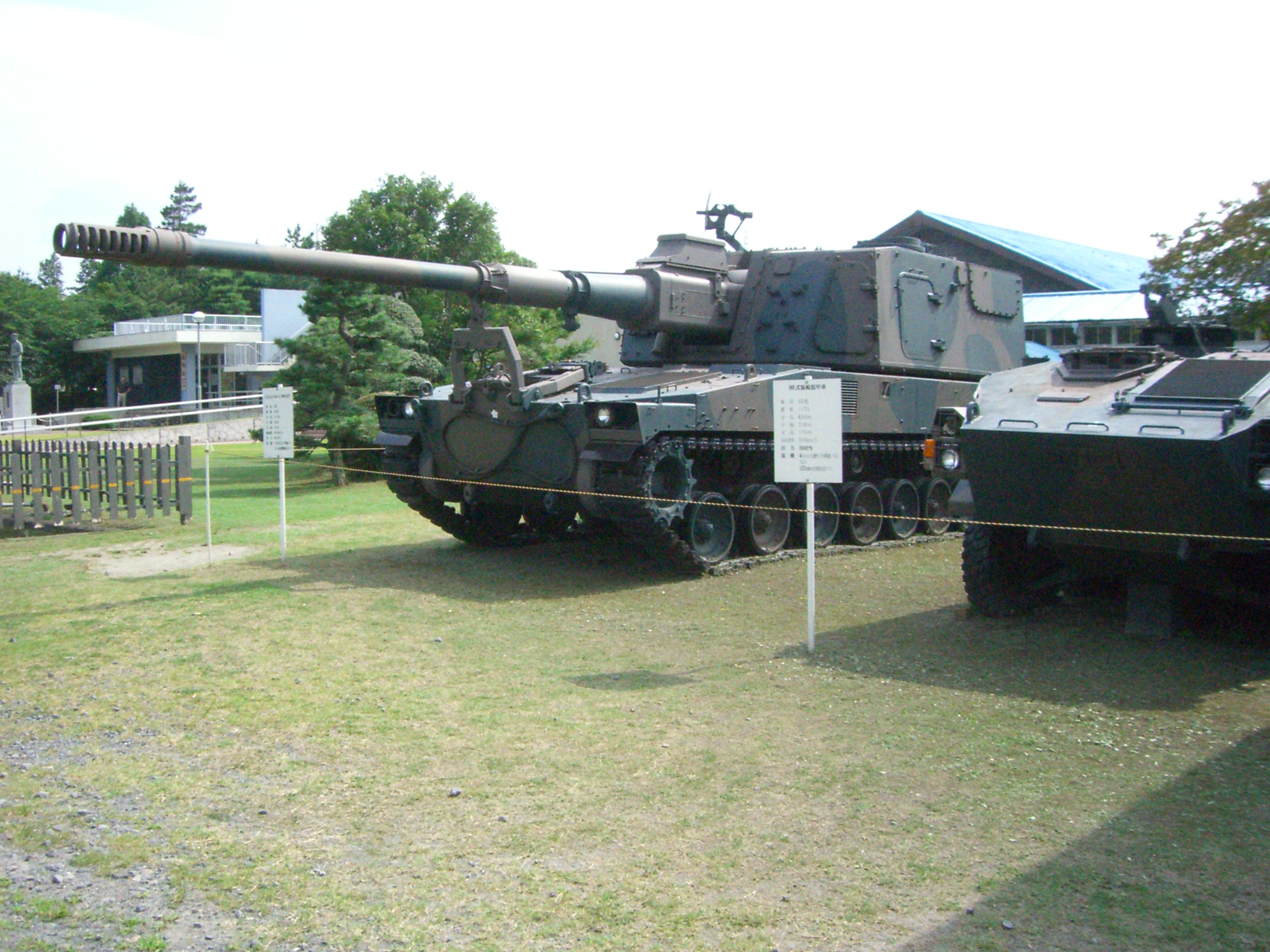
展示品004 (2008/7/11)

## 近在の施設
- 予科練平和記念館
- 雄翔館（予科練記念館）